# Lavandula intermedia
Lavandula intermedia är en kransblommig växtart som beskrevs av Emeric och Jean Loiseleur-Deslongchamps. Lavandula intermedia ingår i släktet lavendlar, och familjen kransblommiga växter. Inga underarter finns listade i Catalogue of Life.